# MC Mazique
MC Mazique (Brooklyn, 2 marzo 1975) è un ex cestista statunitense.

## Carriera
Mazique fece parte della University of Alabama dal 1995 al 1999. Dopo tre stagioni in cui ebbe poco spazio, registrando medie di 1,8, 2,5 e 2,3 punti a partita, nell'ultimo anno ottenne un minutaggio maggiore, che gli permise di migliorare significativamente le proprie statistiche, mettendo a segno 9,4 punti e 6,8 rimbalzi a partita.
Iniziò la sua carriera professionistica nella stagione 1999-2000 in Croazia al KK Zagabria. Nell'estate del 2000 si trasferì al Telekom Baskets Bonn nella Bundesliga tedesca, dove realizzò in media 16,5 punti e 7,8 rimbalzi per incontro. In Coppa Saporta invece le sue media furono pari a 17,4 punti e 6,4 rimbalzi a partita. Nonostante queste cifre, il club tedesco lo tagliò nel marzo 2001 per motivi disciplinari. Dopo la separazione da Bonn, giocò brevemente con i francesi del Pau-Orthez.

Mazique a Trieste nel 2001-02

Nella stagione 2001-2002 disputò la Serie A con i colori della Pallacanestro Trieste. In trentasei gare di regular season mise a referto 15,5 punti e 7,0 rimbalzi di media, i quali contribuirono al raggiungimento di un posto nei play-off. Nel luglio 2002 firmò un contratto con gli spagnoli del CB Granada, ma la sua esperienza non fu positiva: in tre partite mise a segno solo un punto di media. Per questo motivo, a ottobre la dirigenza decise di tagliarlo e di sostituirlo con Jabari Smith. Tornò quindi in Germania per proseguire la stagione, ingaggiato dal BSG Ludwigsburg: in diciannove presenze nella Bundesliga 2002-2003 registrò una media di 14,8 punti e 6,7 rimbalzi a gara. Tuttavia, anche questa esperienza si concluse prematuramente, visto che ad aprile 2003 fece ritorno negli Stati Uniti dopo aver chiesto la risoluzione del contratto per motivi personali.
Nel 2003-2004 fu nuovamente di scena nel campionato italiano, ma questa volta non in quello di Serie A bensì in quello di Legadue, la seconda serie nazionale, con l'ingaggio da parte del Basket Club Ferrara. Con gli estensi viaggiò a 10,9 punti e 6,3 rimbalzi in trentadue partite di regular season, numeri che poi diventarono 20,8 punti e 7,9 rimbalzi in otto gare di play-off che videro i bianconeri uscire nelle semifinali contro la FuturVirtus.
L'anno seguente si trasferì in Turchia al Türk Telekom di Ankara, con cui disputò cinque partite all'inizio della stagione registrando medie di 6 punti e 3,4 rimbalzi a partita, prima di separarsi dalla squadra. Durante lo stesso anno, Mazique approdò per la prima volta in Asia, giocando per il club sudcoreano Daegu Orions.
La stagione 2005-2006 iniziò per lui all'Aveiro in Portogallo, dove registrò medie elevate di 23,3 punti e 7 rimbalzi a partita. A novembre 2005 lasciò la squadra per accettare un'offerta del Brest, ultimo in classifica nella massima serie francese. Con i bretoni Mazique giocò due partite a una media di 19,5 punti e 12,5 rimbalzi in 38,0 minuti a partita, ma sfruttò una clausola contrattuale per lasciare il club e trasferirsi allo Élan Chalon, dove rimase poi fino alla fine della stagione con numeri che scesero a 7,1 punti e 3,8 rimbalzi in 18,8 minuti di utilizzo medio.
Per l'annata 2006-2007 passò all'Ovarense in Portogallo, ma già ad inizio ottobre 2006 lasciò il paese per approdare all'Aguas de Calpe nella terza serie spagnola. Vi rimase fino a dicembre, giocando sedici partite ad una media di 12,6 punti e 7,9 rimbalzi per incontro, prima di essere tagliato. L'ultimo suo club fu il Tampereen Pyrintö, con cui realizzò nella massima serie finlandese durante la stagione 2007-2008, dove in ventinove partite tra regular season e play-off fece registrare una media di 13,0 punti e 7 rimbalzi.

## Palmarès
- Campionato francese: 1

Pau-Orthez: 2000-01